# Henrik Pontoppidan
Henrik Pontoppidan (n. 24 iulie 1857 – d. 21 august 1943) a fost un scriitor danez, laureat al Premiului Nobel pentru Literatură în 1917, „pentru modul autentic în care descrie viața din Danemarca”.

## Date biografice
Strămoșii lui Henrik, care se numeau Broby, bro însemnând "pod", și by "oraș", și-au latinizat numele în secolul al XVII-lea, transformându-l, prin calc lingvistic, în Pontoppidan, format din pons și oppidanus.
Henrik s-a născut, în 1857 în orașul Fredericia din Iutland, partea continentală a Danemarciei, într-o familie de păstori, care se mută ulterior către nord, în Randers, unde viitorul scriitor urmează studiile primare și secundare. Deși destinat de familie carierei ecleziastice, preferă să se înscrie la institutul politehnic din Copenhaga, decizie ce denotă spiritul realist-pozitivist ce domnea în rândurile tineretului studios la acea vreme. Curând însă abandonează aceste  preocupări inginerești îndreptându-și interesele spre literatură. În acest timp, călătorind în Elveția, se stabilește la țară ca învățător și se căsătorește cu o țărancă. Începe acum să publice nuvele și romane în care frumuseților naturii le contrapune aspecte din viața grea a țărănimii sărace, cu grave probleme sociale, înăsprite încă și mai mult de influența nefastă a bisericii și școlii sătești. Amărăciunea, pesimismul - generate de destrămarea iluziilor într-o viață câmpenească idilică, dar și de eșecul pe planul vieții personale - îl determină, în 1892, să divorțeze și să se reîntoarcă la Copenhaga. Odată recăsătorit, se dedică exclusiv  literaturii, abordând marea sa trilogie Pământul făgăduinței, o veritabilă frescă socială în care, printre evidente influențe autobiografice, se distanțează atât de creștinism, cât și de orice idealizare a țăranului, de tip rousseau-ist și tolstoian.

## Traduceri
- Dragoste de primăvară, traducere Anna-Maria Bottez, Editura H.Steinberg, București, s.d.;
- Per cel norocos, traducere Iulia Soare și Al. Budișteanu, Editura pentru literatura universală, București, 1965.